# Чжан Еньхуа
Чжан Еньхуа (кит.: 張恩華, нар. 28 квітня 1973, Далянь, Китай — 29 квітня 2021) — китайський футболіст, що грав на позиції захисника.
Виступав, зокрема, за клуб «Далянь Шиде», а також національну збірну Китаю.

## Клубна кар'єра
У дорослому футболі дебютував 1994 року виступами за команду клубу «Далянь Шиде», в якій провів шість сезонів, взявши участь у 147 матчах чемпіонату. Більшість часу, проведеного у складі «Далянь Шиде», був основним гравцем захисту команди.
З 2000 по 2001 рік перебував у оренді в англійському «Грімсбі Таун», після чого повернувся до «Далянь Шиде», де виступав до 2003 року.
2004 року перейшов до складу команди «Тяньцзінь Теда», а завершив професійну ігрову кар'єру у клубі «Саут Чайна», за команду якого виступав протягом 2005—2006 років.

## Виступи за збірну
1995 року дебютував у складі національної збірної Китаю у матчі проти Південної Кореї. Протягом кар'єри у національній команді, яка тривала 8 років, провів у формі головної команди країни 62 матчі, забивши 7 голів.
У складі збірної був учасником кубка Азії з футболу 1996 року в ОАЕ, кубка Азії з футболу 2000 року у Лівані та чемпіонату світу 2002 року в Японії і Південній Кореї.

## Титули і досягнення
- Чемпіон Китаю (7):

«Далянь Шиде»: 1994, 1996, 1997, 1998, 2000, 2001, 2002
- Володар Кубка Китаю (1):

«Далянь Шиде»: 2001
- Володар Суперкубка Китаю (2):

«Далянь Шиде»: 1996, 2002
Збірні
- Бронзовий призер Азійських ігор: 1998